# Список сезонов ФК «Ахмат»

Эмблема клуба

Список содержит краткое описание всех сезонов, сыгранных футбольным клубом «Ахмат» (Грозный). Клуб создан в 1946 году под названием «Динамо». В 1948 году был переименован в «Нефтяник» и носил это имя до 1958 года, когда был переименован в «Терек». С 2017 года клуб носит своё нынешнее название.

## История
В 1946—1991 годах команда участвовала в 36 сезонах (1946, 1957—1991) всесоюзных футбольных соревнований команд мастеров различного уровня, за исключением турниров Высшей лиги. Грозненцы приняли участие в 19 розыгрышах Кубка СССР. Клуб был одним из ведущих клубов второй лиги союзного чемпионата.
В 1978 году команда заняла 5-е место в первой лиге союзного первенства. В 1980—1991 годах «Терек» выступал во второй лиге союзного первенства. В 1992 и 1993 годах грозненцы участвовали в соревнованиях Первой российской лиги (Запад), а в 1994 году — Второй лиги.
Клубом в чемпионатах СССР было сыграно 1264 матча, в которых было одержано 574 победы, 295 встреч завершились вничью, а в 395 клуб потерпел поражение. В этих встречах было забито 1846 голов и пропущено 1420, разница мячей составила 426 голов. Команда стала победителем зональных турниров 1960, 1961, 1970, 1972 и 1974 годов. В 1974 году команда стала чемпионом РСФСР и обладателем Кубка РСФСР.
Из-за сложной социально-политической обстановки в республике команды из Чечни, в том числе и «Терек», были отстранены от участия в российских футбольных соревнованиях. До 1999 года команда выступала в высшей лиге чемпионата Чеченской Республики Ичкерия. В 1997 году «Терек» стал победителем в национальном чемпионате Чечни. В 1999 году «Терек» после первого круга занимал пятое место из 14 команд-участников. Завершению чемпионата помешала начавшаяся Вторая чеченская война.
В 2000 году клуб был зарегистрирован на федеральном уровне. В 2001 году у футбольного клуба появилась собственная база в Кисловодске (Ставропольский край). В том же году «Терек» занял 5 место во второй лиге в зоне «Юг», а на следующий год выиграл зональный турнир. В 2003 году дебютировав в первом дивизионе команда едва не вышла в Премьер-лигу. Ничья в последнем туре в Краснодаре против «Кубани» опустила «Терек» со второго на четвёртое место. На следующий год команда за семь туров до окончания сезона заняла первое место и завоевала путёвку в Премьер-лигу, установив ряд рекордов: команда не проигрывала 21 игру подряд, а нападающий Андрей Федьков забил за сезон 38 голов.

## Выступления в российском чемпионате
| Сезон   | Дивизион              | Место | И  | В  | Н  | П  | М     | О   | Примечания                                 |
| ------- | --------------------- | ----- | -- | -- | -- | -- | ----- | --- | ------------------------------------------ |
| 1992    | Первая лига, «Запад»  | 5     | 34 | 18 | 5  | 11 | 63-43 | 41  |                                            |
| 1993    | Первая лига, «Запад»  | 11 ▼  | 42 | 20 | 4  | 18 | 76-63 | 58  | Вылетел во Вторую лигу                     |
| 1994    | Вторая лига, «Запад»  | 21    | 40 | 7  | 5  | 28 | 22-86 | 19  | Снят с соревнований                        |
| 2001    | Второй дивизион, «Юг» | 5     | 38 | 22 | 7  | 9  | 57-29 | 73  |                                            |
| 2002    | Второй дивизион, «Юг» | 1 ▲   | 40 | 36 | 1  | 3  | 98-20 | 109 | Вышел в Первый дивизион                    |
| 2003    | Первый дивизион       | 4     | 42 | 25 | 10 | 7  | 56-21 | 85  |                                            |
| 2004    | Первый дивизион       | 1 ▲   | 42 | 32 | 4  | 6  | 70-22 | 100 | Вышел в Премьер-лигу; выиграл Кубок России |
| 2005    | Премьер-лига          | 16 ▼  | 30 | 5  | 5  | 20 | 20-50 | 20  | Вылетел в Первый дивизион                  |
| 2006    | Первый дивизион       | 8     | 42 | 18 | 8  | 16 | 48-47 | 62  |                                            |
| 2007    | Первый дивизион       | 2 ▲   | 42 | 28 | 6  | 8  | 69-27 | 90  | Вышел в Премьер-лигу                       |
| 2008    | Премьер-лига          | 10    | 30 | 9  | 8  | 13 | 28-42 | 35  |                                            |
| 2009    | Премьер-лига          | 12 ▼  | 30 | 9  | 6  | 15 | 33-48 | 33  |                                            |
| 2010    | Премьер-лига          | 12    | 30 | 8  | 9  | 13 | 28-34 | 33  |                                            |
| 2011/12 | Премьер-лига          | 11 ▲  | 44 | 14 | 10 | 20 | 45-62 | 52  |                                            |
| 2012/13 | Премьер-лига          | 8 ▲   | 30 | 14 | 6  | 10 | 38-40 | 48  |                                            |
| 2013/14 | Премьер-лига          | 12 ▼  | 30 | 8  | 9  | 13 | 27-33 | 33  |                                            |
| 2014/15 | Премьер-лига          | 9 ▲   | 30 | 10 | 7  | 13 | 30-30 | 37  |                                            |
| 2015/16 | Премьер-лига          | 7 ▲   | 30 | 11 | 11 | 8  | 35-30 | 44  |                                            |
| 2016/17 | Премьер-лига          | 5 ▲   | 30 | 14 | 6  | 10 | 38-35 | 48  |                                            |
| 2017/18 | Премьер-лига          | 9 ▼   | 30 | 10 | 9  | 11 | 30-34 | 39  |                                            |
| 2018/19 | Премьер-лига          | 8 ▲   | 30 | 11 | 9  | 10 | 28-30 | 42  |                                            |
| 2019/20 | Премьер-лига          | 13 ▼  | 30 | 7  | 10 | 13 | 27-46 | 31  |                                            |
| 2020/21 | Премьер-лига          | 11 ▲  | 30 | 11 | 7  | 12 | 36-38 | 40  |                                            |
| 2021/22 | Премьер-лига          | 7 ▲   | 30 | 13 | 3  | 14 | 36-38 | 42  |                                            |
| 2022/23 | Премьер-лига          | 5 ▲   | 30 | 15 | 5  | 10 | 51-39 | 50  |                                            |
| 2023/24 | Премьер-лига          | 10 ▼  | 30 | 10 | 5  | 15 | 33-45 | 35  |                                            |

## Выступления в розыгрышах Кубка

### Кубок РСФСР по футболу

#### 1947 год
- 1/32 финала. 15 июня. Грозный, стадион «Динамо». «Нефтяник» (Грозный) — «Динамо» (Махачкала) 4:0. Голы: Довольнов (11), Юрий Погуляев (45), Олег Погоняйлов (75, 84)[7];
- 1/16 финала. 3 июля. Нальчик, республиканский стадион. «Динамо» (Нальчик) — «Нефтяник» (Грозный) 3:2. Грозненцы завершили выступление в Кубке[8].

#### 1948 год
- 1/16 финала. 17 июля. Махачкала, стадион «Динамо». «Динамо» (Махачкала) — «Нефтяник» (Грозный) 3:5 (2:2, 1:1, 0:2). Голы: О. Погоняйлов, Л. Радевич — 4. В конце матча динамовцы, ссылаясь на темноту, отказались продолжить матч и им было засчитано поражение[9];
- 1/8 финала. 3 августа. Грозный, стадион «Динамо». «Нефтяник» (Грозный) — «Динамо» (Ставрополь) 1:1. Поскольку победителя выявить не удалось на следующий день состоялся повторный матч[10].
- 1/8 финала. 4 августа. Грозный, стадион «Динамо». Повторный матч. «Нефтяник» (Грозный) — «Динамо» (Ставрополь) 4:0[11].
- 1/4 финала. 6 августа. Сталинград, стадион «Металлург». «Металлург» (Сталинград) — «Нефтяник» (Грозный) 1:0. «Нефтяник» выбыл из борьбы за Кубок[12].

#### 1949 год
- 1/8 финала. В выездном матче в Нальчике «Нефтяник» (Грозный) потерпел поражение от местного «Динамо» и выбыл из дальнейшей борьбы за Кубок[12].

#### 1950 год
- Финал Кубка. «Нефтяник» (Грозный) — «Динамо» (Владимир) 0:1[13].

#### 1951 год
- 26 июня. Нальчик, республиканский стадион. «Спартак» (Нальчик) — «Нефтяник» (Грозный) 1:2 (1:0, 0:1, 0:1)[14].
- Финал Кубка. Ростов-на-Дону, городской стадион. Дом офицеров (Ростов-на-Дону) — «Динамо» (Грозный) 6:3[15].

#### 1952 год
- 29 июня. 1/8 финала. Махачкала, городской стадион. «Пищевик» (Махачкала) — «Нефтяник» (Грозный) 3:2 (1:0)[16].

#### 1953 год
- 12 июля. 1/4 финала. Дзауджикау, стадион «Спартак». «Металлург» (Дзауджикау) — «Нефтяник» (Грозный) 4:1 (2:1)[17].

#### 1954 год
- 13 июня. 1/4 финала. Сочи. Команда Сочи — «Нефтяник» (Грозный). Победа команды «Нефтяник» (технический результат)[18].
- 20 июня. 1/2 финала. Дзауджикау, стадион «Спартак». «Металлург» (Дзауджикау) — «Нефтяник» (Грозный) 1:2 (1:0, 0:1, 0:1). Голы: Лемента (2)[19].
- 28 июня. Финал зоны. Краснодар. «Энергетик» (Краснодар) — «Нефтяник» (Грозный) 11:0[20].

#### 1973 год
- 19 апреля. Грозный, стадион имени Орджоникидзе. «Терек» (Грозный) — «Сталь» (Орёл) 1:0 (0:0). Гол: Евгений Желябовский (49)[21].
- 1 июня. Курск, городской стадион. «Авангард» (Курск) — «Терек» (Грозный) 3:1. Гол: Евгений Толстов[22].

#### 1974 год
- 14 апреля. Грозный, стадион имени Орджоникидзе. «Терек» (Грозный) — «Корд» (Балаково) 1:2 (0:0). Гол: Анатолий Михеев (59, пенальти)[23].

#### 1975 год
- 10 апреля. Майкоп, городской стадион. «Дружба» (Майкоп) — «Терек» (Грозный) 2:0 (в дополнительное время)[24].

#### 1980 год
- 27 апреля. 1/8 финала. Новороссийск, городской стадион. «Цемент» (Новороссийск) — «Терек» (Грозный) 1:2 (0:1, 1:0, 0:1). Голы: Виктор Колядко (20), Б. Чирва (114)[25].
- 24 июля. 1/4 финала. Грозный, стадион имени Орджоникидзе. «Терек» (Грозный) — «Волгарь» (Астрахань) 1:3. Гол: Т. Велидов (пенальти)[26].

#### 1981 год
- 25 апреля. 1/32 финала. Грозный, стадион имени Орджоникидзе. «Терек» (Грозный) — «Машук» (Пятигорск) 2:0 (0:0, 0:0, 2:0). Голы: Владимир Соколов, Умар Садаев (119)[27].
- 6 июня. 1/16 финала. Грозный, стадион имени Орджоникидзе. «Терек» (Грозный) — «Ростсельмаш» (Ростов-на-Дону) 3:0 (1:0, 2:0). Голы: В. Касаев (20), Анатолий Синько (59), В. Ряузов (72)[28].
- 27 июня. 1/8 финала. Грозный, стадион имени Орджоникидзе. «Терек» (Грозный) — «Спартак» (Орёл) 3:1 (3:0, 0:1). Голы: И. Косенков (5, 10), Умар Садаев (23)[29].
- 11 июля. 1/4 финала. Грозный, стадион имени Орджоникидзе. «Терек» (Грозный) — «Волгарь» (Астрахань) 3:0 (2:0, 1:0). Голы: И. Косенков (33), О. Хохленко (35), Владимир Соколов (второй тайм)[30].
- 2 августа. 1/2 финала. Калуга, городской стадион. «Локомотив» (Калуга) — «Терек» (Грозный) 2:0 (1:0, 1:0)[31].

#### 1983 год
- 11 июля. Грозный, стадион «Динамо». «Терек» (Грозный) — «Сокол» (Саратов) 3:0. Голы: К. Резепов, М. Куртаев, В. Ряузов[32].
- 22 мая. Грозный, стадион имени Орджоникидзе. «Терек» (Грозный) — «Динамо» (Махачкала) 2:2 (0:0, 1:1, 2:2, серия пенальти — 3:4). Голы: А. Шамханов (71), Олег Гладкий (98)[33].

#### 1984 год
- 26 апреля. 1/64 финала. Таганрог, стадион «Торпедо». «Торпедо» (Таганрог) — «Терек» (Грозный) 2:1. Гол: Олег Гладкий[34].

#### 1985 год
- 28 апреля. Пятигорск, стадион «Центральный». «Машук» (Пятигорск) — «Терек» (Грозный) 2:2 (серия пенальти 7:6). Голы: А. Шамханов, Н. Степанов[35].

#### 1986 год
- 12 мая. Пятигорск, стадион «Центральный». «Машук» (Пятигорск) — «Терек» (Грозный) 3:0[36].

#### 1987 год
- 15 мая. 1/32 финала. Грозный, стадион имени Орджоникидзе. «Терек» (Грозный) — «Цемент» (Новороссийск) 4:2 (2:1, 0:1, 2:0). Голы: Умар Садаев (пенальти), Т. Куриев, Г. Гайдин, М. Куртаев[37].
- 28 мая. 1/16 финала. Махачкала, стадион «Динамо». «Динамо» (Махачкала) — «Терек» (Грозный) 3:0[38].

#### 1988 год
Групповой турнир Кубка РСФСР. По итогам турнира грозненцы не попали на финальный этап розыгрыша Кубка.
| Место | Команда                 | И | В | Н | П | Мячи | О |
| ----- | ----------------------- | - | - | - | - | ---- | - |
| 1     | «Сокол» (Саратов)       | 3 | 3 | 0 | 0 | 6-2  | 6 |
| 2     | «Терек» (Грозный)       | 3 | 2 | 0 | 1 | 5-3  | 4 |
| 3     | «Текстильщик» (Камышин) | 3 | 1 | 0 | 2 | 8-6  | 2 |
| 4     | «Динамо» (Махачкала)    | 3 | 0 | 0 | 3 | 1-9  | 0 |

#### 1989 год
- 26 октября. 1/16 финала. Грозный, стадион имени Орджоникидзе. «Терек» (Грозный) — «Дружба» (Майкоп) 0:1 (0:0, 1:0). Гол: Виктор Колядко (пенальти)[40].
- 26 октября. 1/8 финала. Грозный, стадион имени Орджоникидзе. «Терек» (Грозный) — «Спартак» (Нальчик) 0:1 (0:0, 0:1)[41].

### Кубок СССР по футболу

#### 1957 год
- 2 мая. «Торпедо» (Горький) — «Нефтяник» (Грозный) 4:1. Грозненцы выбыли из борьбы за Кубок[42][43].

#### 1958 год
- 10 июля. 1/256 финала. Астрахань. Стадион ДСО «Труд». «Труд» (Астрахань) — «Терек» (Грозный) 0:2 (0:1). Голы: К. Качанов, А. Письменный[44].
- 14 июля. 1/128 финала. Грозный. Стадион имени Орджоникидзе. «Терек» (Грозный) — СКВО (Тбилиси) 4:3 (3:1). Голы: Х. Данилов — 2, А. Письменный, Н. Абрамов[45].
- 18 июля. 1/64 финала. Грозный. Стадион имени Орджоникидзе. «Терек» (Грозный) — «Локомотив» (Кутаиси) 2:0 (0:0). Голы: Х. Данилов, Г. Середняков[46].
- 22 июля. 1/32 финала. Ростов-на-Дону, стадион СКВО. СКВО (Ростов-на-Дону) — «Терек» (Грозный) 3:0[47].

#### 1959 год
- 30 июня. 1/64 финала. Баку, стадион «Нефтяник», 16 тысяч зрителей. «Нефтяник» (Баку) — «Терек» (Грозный) 3:1 (1:1). Гол: Г. Середняков[48].

#### 1961 год
- 10 июня. 1/128 финала. Таганрог, городской стадион. «Торпедо» (Таганрог) — «Терек» (Грозный) 2:0 (0:0)[49].

#### 1962 год
- 13 мая. 1/256 финала. Орджоникидзе, республиканский стадион «Спартак». «Спартак» (Орджоникидзе) — «Терек» (Грозный) 0:0. Основное и дополнительное время не выявили победителя. Был назначен повторный матч[50].
- 14 мая. 1/256 финала. Орджоникидзе, республиканский стадион «Спартак». «Спартак» (Орджоникидзе) — «Терек» (Грозный) 3:2 (1:1). Голы: А. Еськов, А. Галкин[51].

#### 1963 год
- 2 мая. 1/1024 финала. Грозный. Стадион имени Орджоникидзе. «Терек» (Грозный) — «Сокол» (Саратов) 2:1 (в дополнительное время). Голы: Александр Жердев (9, 118)[52].
- 9 мая. 1/512 финала. Грозный. Стадион имени Орджоникидзе. «Терек» (Грозный) — «Спартак» (Орджоникидзе) 3:1 (2:1). Голы: Ю. Шкодня (17), Б. Баташов (24), Александр Жердев (73)[53].
- 16 мая. 1/256 финала. Грозный. Стадион имени Орджоникидзе. «Терек» (Грозный) — «Динамо» (Махачкала) 1:2 (в дополнительное время). Гол: Б. Баташов (61)[54].

#### 1964 год
- 21 апреля. 1/512 финала. Грозный. Стадион имени Орджоникидзе. «Терек» (Грозный) — «Урожай» (Майкоп) 4:0 (3:0). Голы: Александр Жердев (8), Христофор Данилов (23), Ю. Сонцев (30, 65)[55].
- 6 мая. 1/256 финала. Грозный. Стадион имени Орджоникидзе. «Терек» (Грозный) — «Динамо» (Махачкала) 3:0 (2:0). Голы: П. Дьяченко, А. Жербицкий, Х. Данилов[56].
- 13 мая. 1/128 финала. Ставрополь, городской стадион. «Динамо» (Ставрополь) — «Терек» (Грозный) 1:3 (0:2). Голы: А. Михеев, И. Бордовских, Ю. Сонцев[57].
- 27 мая. 1/64 финала. Грозный. Стадион имени Орджоникидзе. «Терек» (Грозный) — «Динамо» (Сухуми) 1:0 (0:0). Гол: Александр Жердев (75)[58].
- 31 мая. 1/32 финала. Грозный. Стадион имени Орджоникидзе. «Терек» (Грозный) — «Арарат» (Ереван) 5:2 (2:0). Голы: Овсепян (25, автогол), Ю. Сонцев (41), Х. Данилов (пенальти), Александр Жердев (84), И. Бордовских (87)[59].
- 4 июня. 1/16 финала. Грозный. Стадион имени Орджоникидзе. «Терек» (Грозный) — «Шахтёр» (Донецк) 1:2 (0:2). Гол: П. Дьяченко (54)[60].

#### 1965 год
- 28 апреля. 1/64 финала. Кишинёв, стадион «Молдова». «Молдова» (Кишинёв) — «Терек» (Грозный) 2:1 (основное время 1:1). Гол: Александр Жердев (81)[61].

#### 1966 год
- 19 июня. 1/128 финала. Грозный. Стадион имени Орджоникидзе. «Терек» (Грозный) — «Динамо» (Батуми) 1:0 (0:0). Гол: Христофор Данилов (71)[62].
- 11 июля. 1/64 финала. Грозный. Стадион имени Орджоникидзе. «Терек» (Грозный) — «Днепр» (Днепропетровск) 1:0 (основное время 0:0). Гол: К. Цинцадзе (101)[63].
- 19 июля. 1/32 финала. Кишинёв, стадион «Нистру». «Авынтул» (Кишинёв) — «Терек» (Грозный) 2:0[64].

#### 1967 год
- 9 апреля. 1/128 финала. Грозный. Стадион имени Орджоникидзе. «Терек» (Грозный) — СКА (Львов) 2:1 (основное время 1:1). Голы: Александр Жердев — 2[65].
- 20 апреля. 1/64 финала. Харьков, стадион «Авангард». «Авангард» (Харьков) — «Терек» (Грозный) 0:1. Гол: А. Морозов[66].
- 11 мая. 1/32 финала. Грозный. Стадион имени Орджоникидзе. «Терек» (Грозный) — «Спартак» (Гомель) 2:2 (1:1). Голы: Александр Жердев (5), Р. Шаулов (83)[66].
- 12 мая. 1/32 финала. Грозный. Стадион имени Орджоникидзе. Повторный матч. «Терек» (Грозный) — «Спартак» (Гомель) 1:0 (1:0). Гол: Анатолий Михеев (41)[67].
- 19 мая. 1/16 финала. Грозный. Стадион имени Орджоникидзе. «Терек» (Грозный) — «Шахтёр» (Донецк) 0:1 (0:0). Гол: Валерий Лобановский (67)[68].

#### 1968 год
- 4 апреля. 1/128 финала. Грозный. Стадион имени Орджоникидзе. «Терек» (Грозный) — «Спартак» (Йошкар-Ола) 2:1. Голы: Евгений Толстов, Виталий Якушкин[69].
- 19 апреля. 1/64 финала. Уфа, стадион «Строитель». «Строитель» (Уфа) — «Терек» (Грозный) 1:0[70].

#### 1969 год
- 23 апреля. 1/128 финала. Грозный. Стадион имени Орджоникидзе. «Терек» (Грозный) — «Локомотив» (Калуга) 2:3 (основное время 2:2). Голы: В. Добужский (20), В. Горелов (47)[71].

#### 1976 год
- 21 марта. 1/32 финала. Мукачево. Стадион «Мебельщик». «Терек» (Грозный) — «Янгиер» (Янгиер) 1:1 (основное время 0:0, серия пенальти 4:5). Гол: Анатолий Михеев[72].

#### 1977 год
- 27 марта. 1/32 финала. Грозный, стадион «Нефтяник». «Терек» (Грозный) — «Звезда» (Пермь) 3:2 (1:2, 1:0, 1:0). Голы: Виталий Якушкин (6), Анатолий Синько (48), Анзор Чихладзе (в дополнительное время)[73].
- 10 апреля. 1/16 финала. Грозный. Стадион имени Орджоникидзе. «Терек» (Грозный) — «Днепр» (Днепропетровск) 1:2 (основное время 0:1). Гол: Анатолий Синько[74].

#### 1978 год
- 3 марта. 1/32 финала. Сочи, стадион «Труд». «Жальгирис» (Вильнюс) — «Терек» (Грозный) 0:0[75].
- 7 марта. 1/32 финала, ответный матч. Адлер, стадион «Труд». «Терек» (Грозный) — «Жальгирис» (Вильнюс) 1:0. Гол: Анзор Чихладзе (76)[76].
- 18 марта. 1/16 финала. Сочи, Центральный стадион. «Локомотив» (Москва) — «Терек» (Грозный) 3:0 (1:0)[77].
- 24 марта. 1/16 финала, ответный матч. Грозный. Стадион имени Орджоникидзе. «Терек» (Грозный) — «Локомотив» (Москва) 0:1 (0:0)[78].

#### 1979 год
Групповой турнир Кубка СССР, Сочи. По итогам турнира грозненцы завершили своё участие в розыгрыше Кубка.
| Место | Команда             | И | В | Н | П | Мячи | О |
| ----- | ------------------- | - | - | - | - | ---- | - |
| 1     | «Спартак» (Москва)  | 5 | 4 | 1 | 0 | 8-2  | 9 |
| 2     | «Нефтчи» (Баку)     | 5 | 4 | 0 | 1 | 7-3  | 8 |
| 3     | СКА (Одесса)        | 5 | 2 | 0 | 3 | 3-5  | 4 |
| 4     | «Звезда» (Пермь)    | 5 | 2 | 0 | 3 | 6-6  | 4 |
| 5     | «Терек» (Грозный)   | 5 | 1 | 1 | 3 | 4-7  | 3 |
| 6     | «Машук» (Пятигорск) | 5 | 1 | 0 | 4 | 2-7  | 2 |

#### 1980 год
Групповой турнир Кубка СССР, Баку. По итогам турнира грозненцы завершили своё участие в розыгрыше Кубка.
| Место | Команда               | И | В | Н | П | Мячи | О  |
| ----- | --------------------- | - | - | - | - | ---- | -- |
| 1     | «Нефтчи» (Баку)       | 5 | 5 | 0 | 0 | 13-2 | 10 |
| 2     | «Динамо» (Минск)      | 5 | 3 | 1 | 1 | 10-1 | 7  |
| 3     | «Жальгирис» (Вильнюс) | 5 | 2 | 1 | 2 | 7-6  | 5  |
| 4     | «Звезда» (Пермь)      | 5 | 1 | 3 | 1 | 1-8  | 2  |
| 5     | «Динамо» (Ленинград)  | 5 | 0 | 2 | 3 | 1-8  | 2  |
| 6     | «Терек» (Грозный)     | 5 | 0 | 1 | 4 | 0-14 | 1  |

#### 1985 год
- 24 июня. 1/64 финала. Грозный. Стадион имени Орджоникидзе. «Терек» (Грозный) — «Спартак» (Орджоникидзе) 0:0 (по серии пенальти — 4:3)[81].
- 5 июля. 1/32 финала. Рига, стадион «Даугава». «Даугава» (Рига) — «Терек» (Грозный) 4:1. Гол: Умар Садаев (75)[82].

#### 1990 год
- 14 апреля. 1/64 финала. Грозный. Стадион имени Орджоникидзе. «Терек» (Грозный) — «Спартак» (Орджоникидзе) 1:1 (1:0, серия пенальти — 5:4). Гол: Умар Садаев (40)[83].
- 2 мая. 1/32 финала. Ставрополь. «Динамо» (Ставрополь) — «Терек» (Грозный). За неявку на игру команде «Терек» засчитано поражение[84].

#### Статистика
За время выступлений в розыгрышах Кубка СССР с 1957 по 1991 год грозненцы провели 51 матч, из которых выиграли 21, 6 свели вничью и в 24 потерпели поражение. Было забито 59 мячей и пропущено 74. За команду в этих играх сыграли 128 футболистов. Наибольшее число матчей в кубковых матчах сыграл Александр Жердев — 22. 19 матчей на счету Анатолия Михеева, по 18 игр сыграли Владимир Козлов, Дик Дудаев, Виктор Козлов. Наивысшую результативность в этих матчах также показал Александр Жердев — 10 голов, вторым по этому показателю стал Христофор Данилов — 7 мячей. Самые крупные победы грозненцы одержали над «Урожаем» (Майкоп) в розыгрыше 1964 года (4:0) и «Араратом» (Ереван) в том же году (5:2). Самое крупное поражение «Тереку» нанесло минское «Динамо» в розыгрыше Кубка 1980 года в групповом турнире в Баку (6:0).

### Кубок России по футболу

#### Кубок России по футболу 1992/1993
- 13 июня 1992 года. 1/64 финала. Грозный. Стадион имени Орджоникидзе. «Терек» (Грозный) — «Анжи» (Махачкала) 5:3 (3:1, 2:2). Голы: Д. Кудинов, Ю. Адаменко — 2, С. Недуев, Х. Марданов[86].
- 2 мая 1992 года. 1/32 финала. Минеральные Воды, стадион «Локомотив». «Локомотив» (Минеральные Воды) — «Терек» (Грозный) 2:4 (1:2, 1:2). Голы: А. Бондарь (8), Ш. Дениев (14), Д. Кудинов (78), С. Зирченко (85)[87].
- 7 октября 1992 года. 1/16 финала. «Терек» (Грозный) — «Спартак» (Москва) 3:0. За неявку на игру команде «Спартак» (Москва) было засчитано поражение[88].
- 14 ноября 1992 года. 1/8 финала. Пятигорск, стадион «Труд». «Терек» (Грозный) — «Динамо» (Ставрополь) 0:1 (0:0, 0:1). По соглашению сторон матч прошёл в Пятигорске[89].

#### Кубок России по футболу 1993/1994
- 18 апреля 1993 года. 1/128 финала. Грозный, стадион «Урарту». «Урарту» (Грозный) — «Терек» (Грозный) 1:2 (1:1, 0:1). Голы: Д. Кудинов, А. Исмаилов[90].
- 1/64 финала. Грозный. Стадион имени Орджоникидзе. «Терек» (Грозный) — «Автодор» (Владикавказ) 3:0. За неявку на игру команде «Автодор» засчитано поражение[91].
- 28 мая 1993 года. 1/32 финала. Нальчик, стадион «Спартак». «Спартак» (Нальчик) — «Терек» (Грозный) 1:1 (0:0, 0:0, 1:1, серия пенальти — 3:5). Гол: С. Недуев (116)[92]
- 5 июля 1993 года. 1/16 финала. «Терек» (Грозный) — «Спартак» (Владикавказ) 5:6 (3:3, 2:3). Голы: С. Недуев (5), Ш. Диниев (40, 74), В. Суший (44), Т. Ахметов (79)[93].

#### Кубок России по футболу 1994/1995
- 9 мая 1994 года. 1/256 финала. Каспийск, городской стадион «Труд». «Арго» (Каспийск) — «Терек» (Грозный) 5:1 (3:1, 2:0). Гол: С. Недуев (38)[94].

#### Кубок России по футболу 2001/2002
- 23 марта 2001 года. 1/256 финала. Адлер, стадион «Труд». «Ангушт» (Назрань) — «Терек» (Грозный) 0:1 (0:0, 0:1). Гол: Е. Займенцев (54)[95].
- 6 апреля 2001 года. 1/128 финала. Черкесск, городской стадион. «Терек» (Грозный) — «Нарт» (Нарткала) 2:0 (1:0, 1:0). Голы: Ю. Пилипко (27), М. Магомаев (53)[96].
- 8 июня 2001 года. 1/64 финала. Черкесск, городской стадион. «Терек» (Грозный) — «Венец» (Гулькевичи) 3:5 (2:3, 1:2). Голы: Т. Джабраилов (16), И. Лачугин (45, 87)[96].

#### Кубок России по футболу 2003/2004
- 23 марта 2002 года. 1/256 финала. Назрань, стадион имени Аушева. «Ангушт» (Назрань) — «Терек» (Грозный) 0:1 (0:0, 0:1). Гол: И. Мордвинов (86)[97].
- 5 апреля 2002 года. 1/128 финала. Лермонтов, городской стадион. «Терек» (Грозный) — «Кавказкабель» (Прохладный) 0:0 (серия пенальти — 4:5)[98].
- 24 августа 2003 года. 1/64 финала. Нальчик, стадион «Спартак». «Спартак» (Нальчик) — «Терек» (Грозный) 1:3 (0:2, 1:1). Голы: И. Кисилёв (15), В. Шипилов (31), Тимур Джабраилов (81)[99].
- 14 октября 2003 года. 1/32 финала. Лермонтов, стадион «Бештау». «Терек» (Грозный) — «Черноморец» (Новороссийск) 2:0 (1:0, 1:0). Голы: М. Боков (25), А. Мацюра (89)[100].
- 5 ноября 2003 года. 1/16 финала. Новороссийск, Центральный стадион. «Черноморец» (Новороссийск) — «Терек» (Грозный) 1:1 (0:1, 1:0). Гол: В. Байрамов (36)[101].
- 17 марта 2004 года. 1/8 финала. Краснодар, стадион «Кубань». «Кубань» (Краснодар) — «Терек» (Грозный) 0:3 (0:1, 0:2). Голы: Андрей Федьков (36), Олег Терёхин (72), Дмитрий Хомуха (86)[102].
- 24 марта 2004 года. 1/8 финала, ответный матч. Лермонтов, городской стадион. «Терек» (Грозный) — «Кубань» (Краснодар) 1:1 (1:1, 0:0). Гол: Д. Клюев (38)[103].
- 14 апреля 2004 года. 1/4 финала. Волгоград, стадион «Ротор». «Ротор» (Волгоград) — «Терек» (Грозный) 2:1 (0:0, 2:0)[104].
- 21 апреля 2004 года. 1/4 финала, ответный матч. Лермонтов, городской стадион. «Терек» (Грозный) — «Ротор» (Волгоград) 3:0 (1:0, 2:0). Голы: Муса Мазаев (45), Тимур Джабраилов (79), Андрей Федьков (92)[104].
- 5 мая 2004 года. 1/2 финала. Пятигорск, центральный стадион. «Терек» (Грозный) — «Шинник» (Ярославль) 0:0[105].
- 12 мая 2004 года. 1/2 финала, ответный матч. Ярославль, стадион «Шинник». «Шинник» (Ярославль) — «Терек» (Грозный) 1:2 (1:1, 0:1). Голы: Тимур Джабраилов (4), Андрей Федьков (62)[106].
- 29 мая 2004 года. Финал Кубка России по футболу 2004 года. Москва, стадион «Локомотив». «Терек» (Грозный) — «Крылья Советов» (Самара) 1:0. Гол: Андрей Федьков (92)[107].

#### Кубок России по футболу 2004/2005
- 2 июля 2004 года. 1/32 финала. Краснодар, стадион «Юность». Краснодар-2000 (Краснодар) — «Терек» (Грозный) 0:2 (0:1, 0:1). Голы: Магомед Адиев (45), Муса Мазаев (52)[108].
- 31 июля 2004 года. 1/16 финала. Пятигорск, стадион «Бештау». «Терек» (Грозный) — «Амкар» (Пермь) 0:1 (0:0, 0:1)[109].
- 16 ноября 2004 года. 1/16 финала, ответный матч. Пермь, стадион «Звезда». «Амкар» (Пермь) — «Терек» (Грозный) 0:0[109].

#### Кубок России по футболу 2005/2006
- 13 июля 2005 года. 1/16 финала. Пятигорск, центральный стадион. «Терек» (Грозный) — «Спартак» (Нальчик) 5:0 (3:0, 2:0). Голы: Роман Адамов (4, 17, 36), Андрей Федьков (79), Муса Мазаев (83)[110].
- 13 августа 2005 года. 1/16 финала, ответный матч. Нальчик, стадион «Спартак». «Спартак» (Нальчик) — «Терек» (Грозный) 1:1 (1:0, 0:1). Гол: Андрей Федьков (51)[111].
- 4 марта 2006 года. 1/8 финала. Санкт-Петербург, стадион «Петровский». «Зенит» (Санкт-Петербург) — «Терек» (Грозный) 2:0 (1:0, 1:0)[112].
- 12 марта 2006 года. 1/8 финала, ответный матч. Пятигорск, центральный стадион. «Терек» (Грозный) — «Зенит» (Санкт-Петербург) 1:0 (0:0, 1:0). Гол: Тимур Джабраилов (60)[113].

#### Кубок России по футболу 2006/2007
- 21 июня 2006 года. 1/32 финала. Анапа, стадион «Спартак». «Спартак-УГП» (Анапа) — «Терек» (Грозный) 3:5 (0:4, 3:1). Голы: Будун Будунов (20), Симон Атангана (22, 37, 40), Нарвик Сирхаев (74)[114].
- 2 июля 2006 года. 1/16 финала. Пятигорск, центральный стадион. «Терек» (Грозный) — «Москва» (Москва) 4:1 (2:0, 2:1). Голы: Будун Будунов (12, 29 — пенальти), Симон Атангана (46), Нарвик Сирхаев (81)[115].
- 20 сентября 2006 года. 1/16 финала, ответный матч. Москва, стадион «Торпедо». «Москва» (Москва) — «Терек» (Грозный) 4:0 (3:0, 1:0)[116].

#### Кубок России по футболу 2007/2008
- 13 июня 2007 года. 1/32 финала. Лермонтов, стадион «Бештау». «Терек» (Грозный) — «Алания» (Владикавказ) 2:0 (0:0, 2:0). Голы: Денис Зубко (50), Владислав Кулик (65)[117].
- 27 июня 2007 года. 1/16 финала. Лермонтов, стадион «Бештау». «Терек» (Грозный) — «Спартак» (Москва) 1:1 (0:0, 1:1, серия пенальти — 4:3). Гол: Владислав Кулик (80)[118].
- 8 августа 2007 года. 1/8 финала. Пермь, стадион «Звезда». «Амкар» (Пермь) — «Терек» (Грозный) 3:1 (2:0, 1:1). Гол: Магомед Адиев (90)[119].

#### Кубок России по футболу 2008/2009
- 6 августа 2008 года. 1/16 финала. Махачкала, стадион «Динамо». «Анжи» (Махачкала) — «Терек» (Грозный) 2:3 (2:3, 0:0). Голы: Сергей Сердюков (11), Сергей Омельянчук (23), Владимир Кузьмичёв (35)[120].
- 24 сентября 2008 года. 1/8 финала. Москва, стадион имени Эдуарда Стрельцова. «Москва» (Москва) — «Терек» (Грозный) 3:0 (1:0, 2:0)[121].

#### Кубок России по футболу 2009/2010
- 15 июля 2009 года. 1/16 финала. Саранск, стадион «Светотехника». «Мордовия» (Саранск) — «Терек» (Грозный) 2:1 (0:0, 2:1). Гол: Валентин Илиев (77)[122].

#### Кубок России по футболу 2010/2011
- 13 июля 2010 года. 1/16 финала. Владивосток, стадион «Динамо». «Луч-Энергия» (Владивосток) — «Терек» (Грозный) 4:0 (1:0, 3:0)[123].

#### Кубок России по футболу 2011/2012

##### 1/4 финала
| 22 марта 2012 18:00 MSK | \| Волга (Нижний Новгород) \| 2:1 (0:1) (доп. вр.) Протокол \| Терек (Грозный) \| \| Бендзь 68′ · Каряка 98′ (пен.) \| Голы \| Асильдаров 45+1′ \| | Северный, Нижний Новгород Зрителей: 2300 Судья: Тимур Арсланбеков (Москва) |
| Составы: · Волга: Кержаков, Чичерин, Бендзь, Буйволов, Григалава, Бибилов, Рыжков (Каряка, 46'), Шуленин, Харитонов (Астахов, 45'), Маляров, Елич (Аджинджал, 46'). · Терек: Джанаев, Коморовский, Иранек, Феррейра, Ятченко (Павленко, 110'), Георгиев, Маурисио (Садаев, 104'), Лебеденко (Власов, 66'), Иванов, Рыбус, Асильдаров. · Чичерин (38'), Шуленин (55'), Маляров (67'), Каряка (95') — Лебеденко (31'), Феррейра (97'), Георгиев (111') · Кержаков (45') — Рыбус (120') · Нереализованный пенальти: Асильдаров (45') | |                                                                            |
| Волга (Нижний Новгород) | 2:1 (0:1) (доп. вр.) Протокол | Терек (Грозный)                                                            |
| Бендзь 68′ · Каряка 98′ (пен.) | Голы | Асильдаров 45+1′                                                           |

#### Кубок России по футболу 2012/2013
| 25 сентября 2012 1/32 | «Спартак-Нальчик» | 1 - 3 | «Терек»                                            | Нальчик                                               |
| 18:00 MSK (UTC+4)     | Сирадзе 49′       | Отчёт | Коморовский 5′ · Н’Дуассель 20′ · Ризван Уциев 42′ | Стадион: Спартак Зрителей: 3,000 Судья: Игорь Федотов |

| 31 октября 2012 1/16 | «Терек»                              | 3 - 1 (доп. вр.) | «Локомотив» (Москва)      | Грозный                                                     |
| 17:00 MSK (UTC+4)    | Аилтон 26′ (пен.), 108′ · Уциев 104′ | Отчёт            | Кайседо 82′ · Самедов 90' | Стадион: Ахмат-арена Зрителей: 17,200 Судья: Игорь Низовцев |

| 18 апреля 2013 1/4                   | «Ростов» | 0 - 0 (доп. вр.) (4 – 3 пен.)                           | «Терек»               | Ростов-на-Дону                                         |
| 18:00 MSK (UTC+4)                    |          | Отчёт                                                   | Ризван Уциев 39' 117' | Стадион: Олимп-2 Зрителей: 9,200 Судья: Алексей Еськов |
|                                      | Пенальти |                                                         |                       |                                                        |
| Кириченко · Полоз · Шешуков · Дьяков |          | Аилтон · Мацей Рыбус · Лебеденко · Коморовский · Иванов |                       |                                                        |

#### Кубок России по футболу 2013/2014
| 31 октября 2013 1/32 | «Нефтехимик» (Нижнекамск)                     | 1 – 4 | «Терек»                                                             | Нижнекамск                                             |
| 16:30 MSK (UTC+4)    | Нестеренко 11' · Дранников 43′ · Сэки 49' 52' | Отчёт | Маурисио 12′ (пен.) · Грозав 18′ · Садаев 36' 49' · Бокила 55′, 85′ | Стадион: Нефтехимик Зрителей: 1,700 Судья: Антон Анопа |

| 1 марта 2014 1/16 | «Терек»              | 3 – 2 | «Мордовия» (Саранск)    | Грозный                                                    |
| 15:00 MSK (UTC+4) | Бокила 45′, 67′, 89′ | Отчёт | Самодин 70′ · Бобёр 80′ | Стадион: Ахмат-арена Зрителей: 17,200 Судья: Игорь Федотов |

| 27 марта 2014 1/4 | ЦСКА (Москва) | 1 – 0 (доп. вр.) | «Терек»         | Москва                                                           |
| 20:00 MSK (UTC+4) | Щенников 111′ | Отчёт            | Коморовский 79' | Стадион: Арена Химки Зрителей: 6,000 Судья: Владислав Безбородов |

#### Кубок России по футболу 2014/2015
| 24 сентября 2014 1/32 | «Газовик» (Оренбург)      | 2 – 1 | «Терек»            | Оренбург                                               |
| 14:00 MSK (UTC+4)     | Кобялко 16′, 90+2′ (пен.) | Отчёт | Айссати 31′ (пен.) | Стадион: Газовик Зрителей: 1,300 Судья: Евгений Турбин |

#### Кубок России по футболу 2015/2016
| 23 сентября 2015 Round of 32 | «Носта» (Новотроицк)            | 0 – 2 | «Терек»                | Новотроицк                                                |
| 16:00 MSK (UTC+3)            | Олифиренко 21' · Сабирзянов 81' | Отчёт | Кадыров 63′ · Кану 82′ | Стадион: Металлург Зрителей: 4,000 Судья: Юрий Апонасенко |

| 28 октября 2015 Round of 16 | «Терек»           | 2 – 1 (доп. вр.) | «Химки»                                                  | Грозный                                                     |
| 19:00 MSK (UTC+3)           | Митришев 29′, 98′ | Отчёт            | Дворников 69′ · Заика 85' · Маркосов 89' · Гащенков 114' | Стадион: Ахмат-арена Зрителей: 14,700 Судья: Евгений Турбин |

| 1 марта 2016 Четвертьфинал | «Краснодар»                               | 1 – 0 (доп. вр.) | «Терек»                                | Краснодар                                              |
| 19:15 MSK (UTC+3)          | Смолов 74' · Гранквист 82' 116′ · Ари 83' | Отчёт            | Уилкшир 49' · Иванов 57' · Родолфо 86' | Стадион: Кубань Зрителей: 8,750 Судья: Кирилл Левников |

#### Кубок России по футболу 2016/2017
| 21 сентября 2016 1/32                    | «Факел» (Воронеж) | 1 — 1 (доп. вр.) (3 — 5 пен.)              | «Терек»       | Воронеж                                                                   |
| 19:00 MSK (UTC+3)                        | Трошечкин 33′     | Отчёт                                      | Лебеденко 57′ | Стадион: Центральный стадион профсоюзов Зрителей: 920 Судья: Олег Соколов |
|                                          | Пенальти          |                                            |               |                                                                           |
| Болов · Соловьёв · Трошечкин · Дранников |                   | Иванов · Торже · Семёнов · Анхель · Грозав |               |                                                                           |

| 26 октября 2016 1/16                       | «Терек»                                                   | 1 - 1 (доп. вр.) (3 – 4 пен.)             | «Уфа»                                                     | Грозный                                                     |
| 19:00 MSK (UTC+3)                          | Стоцкий 53′ (авт.) · Кузяев 55' · Уциев 63' · Семёнов 96' | Отчёт                                     | Анхель 11′ (авт.) · Засеев 66' · Никитин 80' · Шелия 114' | Стадион: Ахмат-арена Зрителей: 11,250 Судья: Артём Чистяков |
|                                            | Пенальти                                                  |                                           |                                                           |                                                             |
| Баляй · Пирис · Семёнов · Родолфо · Грозав |                                                           | Фатаи · Игбун · Марсио · Стоцкий · Засеев |                                                           |                                                             |

#### Кубок России по футболу 2017/2018

##### 1/16 финала
| Красноярск 15:00 21 сентября 2017    | \| Енисей \| 3:0 (1:0) Протокол \| Ахмат \| \| Чичерин 35′ · Кутьин 52′ · Исаев 71′ \| Голы \| \| | Футбол-Арена «Енисей» Судьи: Гл.:Станислав Васильев (Ижевск) линейные:Валерий Данченко (Уфа), Максим Гаврилин (Владимир) |
| Енисей                               | 3:0 (1:0) Протокол                                                                                | Ахмат |
| Чичерин 35′ · Кутьин 52′ · Исаев 71′ | Голы                                                                                              | |

#### Кубок России по футболу 2018/2019

##### 1/16 финала
| Хабаровск 26 сентября 2018, 12:00 MSK (UTC+3)                                              | \| СКА-Хабаровск \| 3:3 (2:2, по пенальти 2:4) отчёт \| Ахмат \| \| Карасёв 12' · Труфанов 51' · Хомуха 56' · Кабаев 78′ · Дедечко 87′ · Квеквескири 119′ 120' \| Голы \| Садаев 26′ 117' · Плиев 57' · Мусалов 65' · Митришев 85′ · Баляй 109′ (пен.) \| | Стадион имени Ленина Зрителей: 3901 Судьи: Гл.: Владимир Москалёв (Воронеж) боковые: Алексей Воронцов, Андрей Глот (оба Ярославль) |
| СКА-Хабаровск                                                                              | 3:3 (2:2, по пенальти 2:4) отчёт | Ахмат |
| Карасёв 12' · Труфанов 51' · Хомуха 56' · Кабаев 78′ · Дедечко 87′ · Квеквескири 119′ 120' | Голы | Садаев 26′ 117' · Плиев 57' · Мусалов 65' · Митришев 85′ · Баляй 109′ (пен.)                                                       |

##### 1/8 финала
| Грозный 31 октября 2018, 19:30 MSK (UTC+3) | \| Ахмат \| 0:2 (0:1) отчёт \| Арсенал \| \| Гащенков 23' · Силва 31' · Семёнов 90' \| Голы \| Джорджевич 16′ · Костадинов 43' · Мирзов 70′ \| | Ахмат-Арена Зрителей: 9328 Судьи: Гл.: Кирилл Левников (Санкт-Петербург) боковые: Вячеслав Семёнов (Гатчина), Дмитрий Сафьян (Москва) |
| Ахмат                                      | 0:2 (0:1) отчёт | Арсенал |
| Гащенков 23' · Силва 31' · Семёнов 90'     | Голы | Джорджевич 16′ · Костадинов 43' · Мирзов 70′                                                                                          |

#### Статистика
В розыгрышах Кубка России в период 1992—2009 годов клуб провёл 41 матч, из которых выиграл 22, свёл вничью 6 и проиграл 13. В кубковых матчах за этот период за команду сыграли 159 футболистов. Наибольшее число игр в Кубке сыграл Тимур Джабраилов — 30. Наибольшую результативность в кубковых матчах показал Андрей Федьков, забивший 6 голов. Вторым по этому показателю стал Тимур Джабраилов — 5 мячей. Самыми крупными победами клуба стали победы над «Анжи» 13 июня 1992 года (5:3) и 23 июля того же года над клубом «Локомотив» из Минеральных Вод (4:2). Самым крупным для команды стало поражение от владикавказского «Спартака» 5 июля 1993 года (5:6).

## Суперкубок России по футболу
- 6 марта 2005 года. Москва, стадион «Локомотив». «Локомотив» (Москва) — «Терек» (Грозный) 1:0 (0:0, 1:0). Гол: Дмитрий Лоськов (74, пенальти)[125].

## Кубок УЕФА

### Кубок УЕФА 2004/2005
- 12 августа 2004 года. 1/64 финала. Москва, стадион «Локомотив». «Терек» (Грозный) — «Лех» (Познань, Польша) 1:0 (0:0). Гол: Дмитрий Хомуха (90+1)[126].
- 26 августа 2004 года. 1/64 финала. Познань, стадион «Лех». «Лех» (Познань, Польша) — «Терек» (Грозный) 0:1 (0:0). Гол: Андрей Федьков (82)[127].
- 16 сентября 2004 года. 1/32 финала. Москва, стадион «Локомотив». «Терек» (Грозный) — «Базель» (Базель, Швейцария) 1:1 (1:0, 0:1). Гол: Андрей Федьков (38)[128].
- 30 сентября 2004 года. Базель, стадион «Санкт-Якоб Парк». «Базель» (Базель, Швейцария) — «Терек» (Грозный) 2:0 (1:0)[129].

## Статистика выступлений в кубковых турнирах
Данные на конец 2009 года.
| Годы      | Турнир            | И   | В  | Н  | П  | Мячи    |
| --------- | ----------------- | --- | -- | -- | -- | ------- |
| 1947—1989 | Кубок РСФСР       | 40  | 18 | 1  | 21 | 64-69   |
| 1957—1991 | Кубок СССР        | 51  | 21 | 6  | 24 | 59-74   |
| 1992—2009 | Кубок России      | 41  | 22 | 6  | 13 | 70-57   |
| Всего     |                   | 132 | 61 | 13 | 58 | 193-196 |
| 2005      | Суперкубок России | 1   | 0  | 0  | 1  | 0-1     |
| 2004/2005 | Кубок УЕФА        | 4   | 2  | 1  | 1  | 3-3     |